# Les Soleils rouges de l'Eden
Les Soleils rouges de l'Eden est une série française de bande dessinée écrite par Hervé Poudat, dessinée par Serge Fino et coloriée par Brunet (tomes 1 et 2) puis Jean-Jacques Chagnaud (tomes 1 à 3). Ses trois volumes ont été publiés entre 1995 et 1998 par Soleil.
Cette bande dessinée de science-fiction met en scène la quête d'Oloia, une jeune fille qui cherche à sauver son peuple — composé majoritairement d'amputés.

## Albums
- Les Soleils rouges de l'Eden, Soleil :

1. Les Amputés, 1995  (ISBN 2-87764-410-3).
2. L'Eror, 1996  (ISBN 2-87764-510-X).
3. La Tueuse, 1998  (ISBN 2-87764-721-8).

- Les Soleils rouges de l'Eden (intégrale), Soleil, 1998  (ISBN 2-87764-822-2).

### Lien web
- « Les soleils rouges de l'Eden », sur bedetheque.com.